# Monument voor Annick van Hardeveld
Het Monument voor Annick van Hardeveld is een oorlogsmonument in Amsterdam-Centrum. Het monument in de vorm van een hardstenen sokkel met plaquette is geplaatst op het Hekelveld, voor het gebouw dat huisnummer 25 draagt (het punt tussen Spuistraat en Nieuwezijds Voorburgwal). Het is ontworpen door de kunstenaar Hans Bayens.
Het monument refereert aan de moord op de verzetskoerierster Annick van Hardeveld. Haar naam dook op in het boekwerkje Kerst 1944, waarin verhalen van mensen uit het  Nederlands verzet in de Tweede Wereldoorlog en overlevenden uit concentratiekampen hun verhaal deden. Ze werd genoemd in het verhaal Requiem voor een koerierster. 
De plaquette, een initiatief van broer Yann van Hardeveld en vrienden, werd op 4 mei 1985 onthuld door burgemeester Ed van Thijn, waarbij de moeder van de vermoorde aanwezig was. Het werd geplaatst in het kader van Vrouw en verzet, toen en nu.
De tekst op de plaquette luidt:

Op deze plek werd op 4 mei 1945

de laatste koerierster uit het verzet, 

Annick van Hardeveld, 

door de Duitse bezetter vermoord. 

Zij was 21 jaar oud. 

Dit teken is een eerbewijs aan allen

die streden tegen onrecht en onderdrukking.

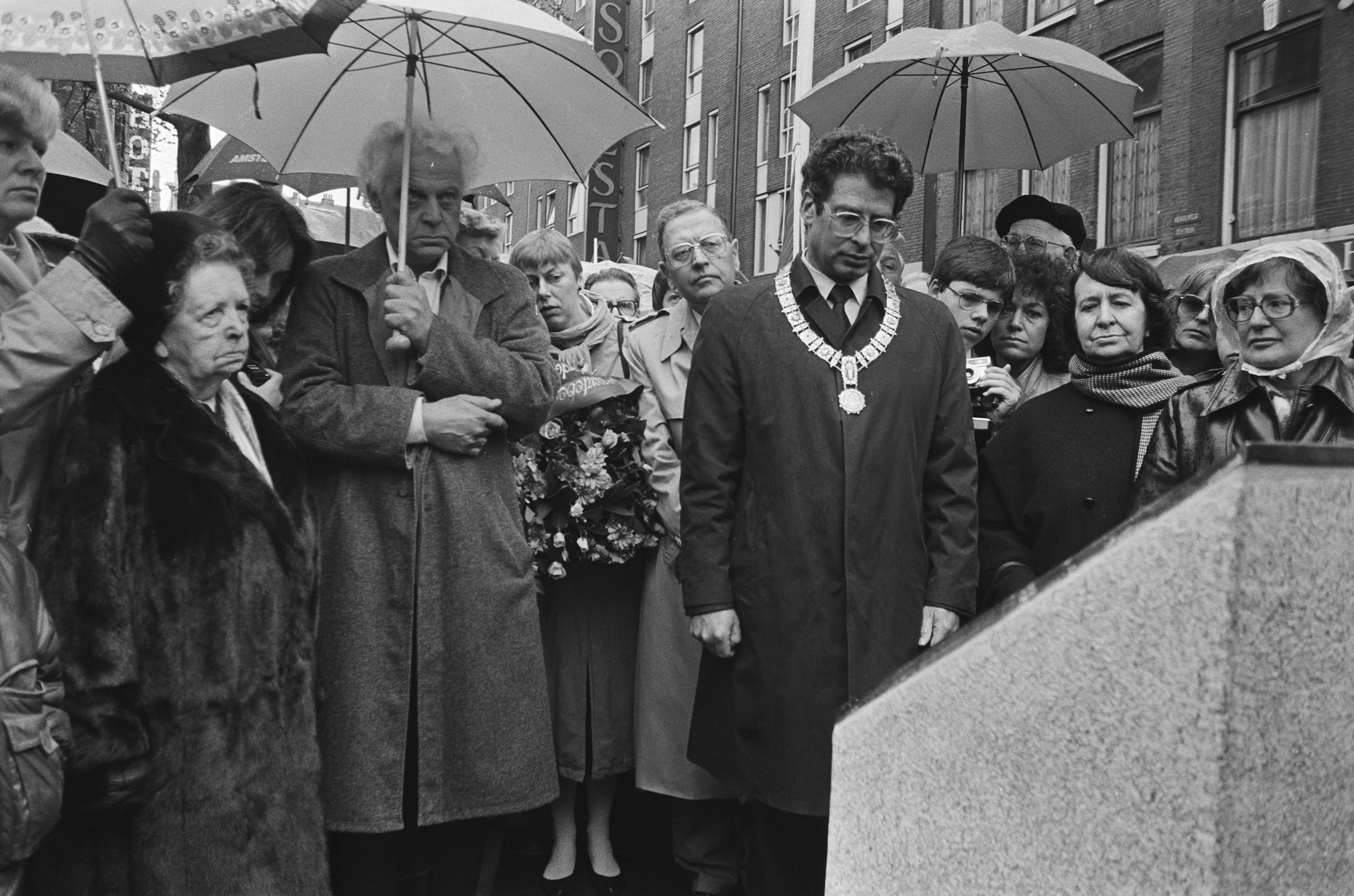
Onthulling door Ed van Thijn (1985)